# Marino Parenti
Marino Parenti (Asola, 31 maggio 1900 – Firenze, 24 luglio 1963) è stato un bibliografo, saggista e pittore italiano.

## Biografia

### Dalle origini al Bagutta all'Alleanza del Libro
Perso il padre quando aveva appena dodici anni, non poté coronare con la laurea i suoi interessi umanistici ai quali lo voleva indirizzato il padre stesso, avvocato. Il suo percorso ondivago, di bibliofilo, saggista e anche pittore, variegato e ricco di avventure, non solo artistiche, ma anche conviviali, fonda le sue radici nella biblioteca paterna, ricca e disorganica.
Nato nell'anno 1900 ma – per sua stessa definizione – «con gli occhi rivolti all'indietro», amò alla follia (è il caso di dirlo) la cultura non solo letteraria dell'Ottocento italiano, sino a divenirne uno svagato quanto puntiglioso cantore. Il suo destino di bibliografo e saggista maturò tuttavia con lentezza; nei primi anni del primo dopoguerra Parenti, seguendo un'inclinazione che lo vedeva anche pittore, sembrava piuttosto indirizzato alla critica d'arte (come dimostra il saggio su Domenico De Bernardi), e ad una generica attività pubblicistica e letteraria. Saltato con ottimo tempismo (si vantava di non aver mai perso un tram) sull'onda politica vincente, entrò nei ruoli del Partito Nazionale Fascista il 1º ottobre 1921, un anno prima della Marcia su Roma, a cui peraltro non partecipò.
Nella prima metà degli anni venti diresse la «Società Editrice dell'Arte Illustrata» e si avvicinò ad Umberto Fracchia, fondatore della «Fiera Letteraria» periodico al quale Parenti fu legato sin dagli inizi. Verso l'aprile del 1926 si formò in Milano, con epicentro nella trattoria Toscana di via Bagutta, un cenacolo di letterati, formato in origine da Riccardo Bacchelli, Lorenzo Montano e Adolfo Franci, e ampliatosi successivamente ad Orio Vergani, Ottavio Steffenini, il pittore Mario Vellani Marchi, Mario Alessandrini e Massimo Del Curto, cui si aggiunsero Marco Ramperti e Carlo Pini.
Marino Parenti fu il Gran Cerimoniere di Bagutta e il suo cronista. Dal Bagutta, nei primi anni, passò tutto un mondo culturale all'epoca in pieno fermento. Il giornalista Umberto Folliero ne tentò un elenco: Massimo Bontempelli, Raffaele Calzini, Giulio Benetti, Gino Rocca, Antonio Aniante, Sandro Sandri, Anton Giulio Bragaglia, Anselmo Bucci, Augusto Baracchi, Dino Falconi, Leonida Répaci, Antonio Baldini, Lucio D'Ambra (pseudonimo di Renato Eduardo Manganella), Dario Niccodemi, Leo Longanesi, Umberto Fracchia ed Ettore Petrolini. Da un'idea di Orio Vergani, manifestata già nei primi mesi del 1926, il cenacolo letterario del Bagutta diede avvio, l'11 novembre dello stesso anno, ad una iniziativa destinata a perpetuarsi: il Premio Bagutta, da assegnare il 14 gennaio di ogni anno ad un'opera pubblicata nell'anno precedente. L'iniziativa ebbe nella «Fiera Letteraria» un fedele affiancamento, che garantì un notevole successo già dalla prima premiazione, il romanzo Il giorno del giudizio, di Giovanni Battista Angioletti. Parenti fu il fedele cronista della nascita di uno dei più importanti premi letterari italiani. Da una proposta della «Fiera Letteraria» maturò l'organizzazione, nel 1928, della Fiera Nazionale del Libro, con presenze nelle principali città italiane. Marino Parenti si impegnò nell'iniziativa, agendo soprattutto a Milano, con il poeta Carlo Ravasio e il beneplacito del segretario federale Mario Giampaoli. Dalla Fiera del Libro si passò nello stesso anno alla fondazione dell'Alleanza Nazionale del Libro, uno strumento di cultura per la diffusione del libro in Italia e all'estero.
Anche in questo caso la nascita dell'iniziativa vide Parenti in prima linea. A favorirne gli intenti, anche sul piano politico, vi fu Giovanni Gentile. L'alleanza organizzava periodici Raduni delle Regioni, e il suo incardinamento nel potere politico fu a questo punto totale e ufficiale: l'intento era quello della creazione di un «fronte unico per un'unica politica artistico-culturale». Nel meccanismo complesso dell'Alleanza vi era anche la Libreria d'Italia, costituita anch'essa nel 1928, rivolta alla diffusione del libro italiano all'estero. Parenti ebbe un ruolo direttivo in questa istituzione, e vi agì come un vero editore, pianificando sei collane, ed estendendo la sua azione anche al settore radiofonico, ritenuto fondamentale nella strategia della conoscenza della cultura italiana all'estero. Lo affiancarono nell'iniziativa Orio Vergani, Paolo Monelli, Umberto Fracchia. Dal gennaio 1929 Parenti iniziò a pubblicare, per la Libreria d'Italia, un piccolo periodico mensile, «La vita del libro italiano all'estero», cui collaborarono Vergani, Giovanni Battista Angioletti (vincitore del premio Bagutta 1928), Giuseppe Antonio Borgese e Riccardo Bacchelli. Viaggiò anche molto, in quell'anno, per propagandare il libro italiano a Londra, Parigi e Budapest.

### Parenti a Roma
Nel 1930 Parenti si trasferì a Roma perché sempre più strettamente coinvolto nelle iniziative culturali del regime, voluto da Gentile soprattutto per il lavoro redazionale all'Enciclopedia Italiana. Senza interrompere la testata, il suo periodico divenne «Messaggero della Libreria Italiana», edito dagli Amici del Libro italiano all'Estero; ricco di contributi e corrispondenze, ebbe una vita piuttosto stentata, con apparizioni e rinascite, sino al 1933, abbandonando progressivamente ogni interesse per la propaganda all'estero, non sostenuta dal regime, e piegando decisamente verso argomenti bibliografici, presenti in un importante inserto che rivelava tra l'altro i nuovi interessi di Parenti stesso verso la bibliografia pura. Aveva infatti nel frattempo aperto in comune con il libraio Giovanni Puccinelli una libreria antiquaria in via Frattina, dove condusse importantissime ricerche e acquisizioni di testi dell'Ottocento bibliografico italiano.
I suoi interessi evolsero sino alla creazione, nel 1934, del centro di cultura ed erudizione «Amor di Libro», sorto in via Vittoria 54, a pochi passi dalla nuova sede della libreria Puccinelli. «Amor di libro» divenne ben presto un vero salotto letterario, frequentato da letterati, artisti, bibliofili, giornalisti, eruditi di ogni genere, e dai vecchi amici baguttiani o meno di passaggio nella capitale. Gli anni romani videro Parenti divenire acutissimo cercatore nelle bancarelle e in ogni dove, di preziose rarità, scovate con un fiuto impareggiabile, quasi da rabdomante, famoso già ai suoi tempi e rimasto leggendario. Furono anche gli anni della sua progressiva immersione nell'universo di Alessandro Manzoni, di cui divenne il massimo specialista, soprattutto sul piano bibliografico e aneddotico. Gli interessi manzoniani gli aprirono la strada della pubblicazione, presso la casa editrice Sansoni, e con prefazione di Giovanni Gentile, della Bibliografia manzoniana, nel 1936.
L'anno seguente maturò l'idea, spinta da Gentile e da Giuseppe Bottai, di creare nella casa del Manzoni a Milano un Centro nazionale di studi manzoniani. Parenti possedeva a Roma la più ricca raccolta di testi manzoniani presente in Italia, ed egli contribuì, abilmente, alla creazione del centro, offrendone una parte cospicua in dono alla nuova istituzione. Nel 1936 Parenti si occupò anche della regia di un film musicale sulle Fontane di Roma ispirato al poema sinfonico di Ottorino Respighi, con apposita incisione del maestro Willy Ferrero, e scrisse una notevole quantità di articoli su molti periodici, tra i quali «Nuova Antologia» e «Nero su Bianco». Il segretario del Sindacato Autori di Roma gli commissionò infine la Bibliografia mussoliniana, grazie come sempre alle malleverie di Gentile, stampata nel 1938 e riedita nel '40.

### Il ritorno a Milano e il Centro di Studi Manzoniani
A dicembre 1937 Parenti si trasferisce a Milano con l'incarico di organizzare il Centro nazionale di studi manzoniani e occupare la casa di Manzoni in via del Morone. Come Commissario speciale per il Centro Giovanni Gentile seguiva passo per passo, da Roma, l'operato di Parenti, il quale rispondeva con rendiconti e spiegazioni. Tra il 1938 e il 1939 il Centro iniziò ad attuare le sue funzioni, con Parenti come Conservatore; vi furono spesso scontri, soprattutto fra il Conservatore e gli incaricati della edizione critica delle opere di Manzoni, Michele Barbi e Fausto Ghisalberti, che necessitavano di operare direttamente sui materiali originari per le collazioni necessarie. Nell'aprile del ‘39 passò al centro la raccolta dei libri della ex Sala Manzoniana di Brera, grazie all'impegno di Gentile presso Bottai.
Escluso dagli aspetti più propriamente filologici e scientifici dell'attività del Centro per perplessità di Michele Barbi, Parenti ne ebbe un risentimento che si trasformò in tensioni fra i vari personaggi che vi operavano. Premiato con il titolo di Commendatore dell'Ordine della Corona d'Italia per l'impegno profuso, Parenti dovette, dopo la dichiarazione di guerra, preoccuparsi dello sgombero del Centro per salvare documenti ed edizioni manzoniane dai bombardamenti. Trascorse in seguito alcuni anni a Castel Goffredo, località già da lui raffigurata sulla tela (Paese lombardo, 1938), dove trasferì la sua biblioteca e i mobili di famiglia. Il 23 settembre 1941 morì Michele Barbi e l'edizione delle Opere si fermò; proseguirono invece gli «Annali», ma ben presto la guerra creò una situazione insostenibile, per cui si pensò alla fine del '42 di traslocare il Centro a Merate. La famiglia di Parenti sfollò invece a Robbiate. L'ultima lettera di Gentile a Parenti è datata 4 aprile 1944, il giorno 15 Giovanni Gentile venne ucciso. Il Centro Manzoniano riprese dopo la guerra l'attività con altre figure: Mario Apollonio, Commissario speciale per la scuola del Comitato di Liberazione Nazionale, vecchio amico di Parenti, e il conte Tommaso Gnoli, deciso oppositore di un ritorno di Parenti al Centro dal quale questi diede le dimissioni con una lettera del 21 giugno 1945.
Perso l'impiego statale e provato da uno stato generale di debolezza fisica, il bibliofilo asolano dovette reinventarsi la vita, operando dapprima per la rinata Hoepli, duramente provata dai bombardamenti, poi con Garzanti con una collaborazione burrascosamente terminata con il licenziamento dopo scontri dovuti essenzialmente a sue difficoltà caratteriali. Nel 1947 cercò di avviare con altri soci un'attività commerciale, ma l'impresa si arrestò nella fase iniziale per il suo trasferimento a Firenze, presso la Sansoni di Federico Gentile.

### Parenti dirigente della Sansoni
Federico Gentile, direttore generale dell'editrice fiorentina Sansoni, assunse Parenti come dirigente in sostituzione di Fortunato Gentile, nel 1947. In seguito, anche per nuove incomprensioni e scontri, Federico dirottò abilmente l'operato di Parenti su un filone parallelo, fondando la Sansoni Antiquariato e affidandola a Parenti stesso. Il bibliofilo, pur comprendendo perfettamente che si trattava di un depistaggio verso terreni neutri rispetto alla direzione generale (cui probabilmente ambiva), si ritrovò così al centro di una rete di possibilità che gli permise di sfruttare al massimo le sue competenze bibliografiche e le sue amicizie letterarie. Fondò quindi in breve tempo una quantità di collane, tra cui la prestigiosa «Biblioteca Bibliografica Italica», che raccolse in veste raffinata una serie di monografie di altissimo livello e che dopo la sua morte continuò sotto la direzione di Luigi Firpo. Attitudini già presenti ai tempi romani di «Amor di Libro» si dispiegarono finalmente in un settore potenzialmente infinito, ampio ma anche marginale rispetto agli scopi della casa editrice. «Amor di Libro» divenne per Parenti una sorta di logo, fino a tradursi in una nuova rivista con lo stesso titolo, dedita essenzialmente a commenti e saggi bibliografici.
Parenti abitava a Fiesole, nella Villa il Riposo dei Vescovi, sulla via Vecchia fiesolana, immersa in un paesaggio da lui più volte raffigurato in pittura e ben presto riempita dai libri della sua invidiatissima collezione, fra le più importanti d'Italia per qualità e rarità, impostata soprattutto su edizioni ottocentesche, molte delle quali rese uniche da fattori spesso incredibili (come un libro appartenuto a Felice Cavallotti, con dedica autografa del suo assassino, tanto per fare un esempio). Negli anni fiorentini Parenti ritornò a collaborare alla radio (era un veterano, avendo iniziato nel 1928), quando Adriano Seroni ideò la rassegna culturale L'Approdo, dai microfoni di Radio Firenze. «L'Approdo dei bibliofili» era una rubrica condotta da Parenti, nella quale, con divertimento e arguzia, venivano affrontati argomenti svariatissimi, tutti dal punto di vista della bibliografia, rispondendo alle domande dei «radiobibliofili». L'esperimento de «L'Approdo» divenne anche una rivista, a partire dal 1952, quando le Edizioni della radio italiana erano dirette da Giovanni Battista Angioletti, vecchio «baguttiano». Parenti ebbe un ruolo fondamentale nella redazione della raffinata rivista.
Negli anni '50 Parenti riprese anche a dipingere, sua vecchia passione mai trasformata in mestiere, per quanto amasse definirsi principalmente un pittore. I suoi riferimenti furono soprattutto al «chiarismo» lombardo, nella particolare declinazione mantovana, ed al paesaggismo di Arturo Tosi, con opere discontinue, ma spesso convincenti. La sua attività parallela più importante fu quella di saggista, oltre che di compilatore di bibliografie. Un saggismo sempre tenuto in punta di penna, arguto e divagante, toccava i suoi argomenti d'elezione: l'Ottocento letterario italiano e soprattutto Manzoni. Tra le varie attività del Parenti fiorentino vi fu anche la fondazione di un nuovo cenacolo sul modello del Bagutta delle origini, ma più ingessato e ufficiale: i «Dodici Apostoli», che aveva sede nel ristorante Sabatini. A partire dal 1954, tutti gli anni, i Dodici Apostoli premiavano un esponente in vista del mondo culturale, con un Oscar tutto italiano, una statuetta modellata da Antonio Berti. Vincitori del premio furono, nel 1954 il direttore d'Orchestra Dimitri Mitropulos, nel 1955 Orio Vergani, nel 1957 Vittorio De Sica.
Grande mangiatore (si raccontavano aneddoti spaventosi dei tempi della sua giovinezza a questo proposito) ed esperto di cucina, fondò al Sabatini la collana «Biblioteca Gastronomica Sabatiniana», ricca di titoli sfiziosi. Membro dell'Accademia italiana della cucina, si circondava di analoghi conoscitori culinari come Umberto Benedetto, Enrico Pea ed Enrico Vallecchi. Parenti frequentava spesso la casa di Pea a Lerici, assieme agli amici Marco Carpena, Orio Vergani, Eugenio Montale, Curzio Malaparte e G. B. Angioletti. La sua convivialità e un senso dell'amicizia molto profondo furono una componente essenziale del suo carattere, assieme ad asperità e durezze espresse soprattutto nel campo professionale, piuttosto accentuate e apparentemente inconciliabili con la sua immagine pubblica, nota per via delle rubriche radiofoniche.
Il suo sessantesimo compleanno (1960) fu molto festeggiato, ma coincise anche con un dolore fortissimo, quello della morte del suo grande amico di sempre Orio Vergani. Licenziatosi dalla Sansoni nel 1962, si dedicò totalmente alle sue Rarità bibliografiche dell'Ottocento, pubblicate in 8 volumi, grande summa delle sue conoscenze basata innanzitutto sui materiali della sua biblioteca personale.
Sotto lo pseudonimo di "Grisostomo" ha versificato le Avventure di Pinocchio illustrate da Sergio Tofano.
Parenti morì per una crisi cardiaca intervenuta dopo un banale incidente d'auto avvenuto nel centro di Firenze. La sua biblioteca, per interessamento di Luigi Firpo, dopo alcune dispersioni, fu in gran parte acquistata dalla Provincia di Torino ed è oggi uno dei nuclei d'eccezione della Biblioteca di storia e cultura del Piemonte "Giuseppe Grosso", che conserva anche il suo archivio, l'importante epistolario e la raccolta di fotografie ottocentesche tra le quali spicca per pregio e rarità il nucleo di immagini calotipiche realizzate dal pittore e pioniere della fotografia Luigi Sacchi.

## Opere
- Un pittore ceramista abruzzese: Alessandro Pandolfi, in «Fantasie d’Italia», II (1926), n. 9.
- Domenico De Bernardi, Milano, Tip. fratelli Magnani, s.d. (1927).
- Bagutta, Milano, Ceschina, 1928.
- La vita del libro italiano all'estero: relazione, Milano, Libreria d'Italia, 1929.
- La prima traduzione boema de «I promessi sposi», Roma, Biblioteca del messaggero della libreria italiana, 1932.
- Bibliografia di Umberto Fracchia: 1889-1930, Milano, Libreria Turri, 1933.
- Bibliografia delle raccolte generali delle opere di Alessandro Manzoni, Roma, Messaggero della Libreria italiana, 1933.
- Intorno a «Il bove» di Giosuè Carducci, Roma, Società anonima La nuova antologia, 1933.
- Un centenario pellichiano e un primato editoriale, Firenze, Leo S. Olschki, 1935.
- Prime Edizioni Italiane: manuale di bibliografia pratica a uso dei bibliofili e dei librai, Roma, Ferdinando Gerra, 1935. (Ristampa: Firenze, G. C. Sansoni, 1951).
- Bibliografia manzoniana, con prefazione di Giovanni Gentile, Firenze, G. C. Sansoni, 1936.
- Bibliografia 1938, Roma, Società anonima La nuova antologia, 1939.
- Note bibliografiche, Roma, Società anonima La nuova antologia, 1939.
- Notizia bibliografica sopra le prime edizioni della Cantica in morte di Ugo Bassville (1793) e di quella in morte di Lorenzo Mascheroni, (1891) dell'abate Vincenzo Monti, Firenze, G.C. Sansoni, 1939.
- Bibliografia dannunziana essenziale, Firenze, G.C. Sansoni, 1940.
- Cent'anni or sono. Una celebre impresa manzoniana illustrata su documenti inediti o poco noti, con 22 tavole documentarie e 10 tricromie di luoghi manzoniani da impressioni del pittore Giannino Grossi, Milano, Pio Istituto dei rachitici, 1940.
- Breve storia di un opuscolo manzoniano su documenti inediti, [S.l. : s.n.], 1940.
- Di una edizione manzoniana e del suo editore, Torino, Società editrice internazionale, 1941.
- Immagini della vita e dei tempi di Alessandro Manzoni, raccolte e illustrate, Milano, Hoepli, 1942.
- Bibliografia delle edizioni a stampa delle lettere di Alessandro Manzoni, Milano, Casa del Manzoni, 1944.
- Manzoni e gli altri, Milano, Cebes, 1946.
- Manzoni editore. Storia di una celebre impresa manzoniana illustrata su documenti inediti o poco noti, Bergamo: Istituto Italiano d'Arti Grafiche, 1946.
- Collodi, Pinocchio, ridotto in versi da Grisostomo, illustrato da Sto, Novara, Istituto Geografico De Agostini, 1948.
- Il Quarantotto milanese nelle immagini, nei documenti, nelle vicende e negli uomini, a cura di Leopoldo Marchetti e Marino Parenti, Novara, Istituto geografico De Agostini, 1948.
- Il cantore della "Conchiglia". Rarità bibliografiche zanelliane, Firenze, G. C. Sansoni, 1948.
- Indice della bibliografia delle edizioni a stampa delle lettere di Alessandro Manzoni, Firenze, G. C. Sansoni, 1948.
- Un romanzo italiano del Settecento. Saggio bibliografico su Zaccaria Seriman, Firenze, G. C. Sansoni, 1948.
- Seconda giunta al «Lexicon typographicum italiae», Firenze, G. C. Sansoni, 1949.
- Nuova giunta al «Lexicon tipographicum Italiae», Firenze, G. C. Sansoni, 1949.
- Intorno alle prime edizioni delle Poesie del Tommaseo, Firenze, G. C. Sansoni, 1949.
- Bibliografia del medico-poeta Giovanni Rajberti, Firenze, G. C. Sansoni, 1949.
- Gli Amici pedanti visti da un bibliofilo, Firenze, G. C. Sansoni, 1950.
- Prodromo di una «Biblioteca Bibliografica Italica» diretta da Marino Parenti, Firenze, Sansoni Antiquariato, 1950.
- Notizia bibliografica sulle edizioni originali della «Scienza nuova» di Giambattista Vico, Firenze, G. C. Sansoni, s.d. (1950 ca.).
- Dizionario dei luoghi di stampa: falsi, inventati o supposti in opere di autori e traduttori italiani. Con un'appendice sulla data e un saggio sui falsi luoghi italiani usati all'estero, o in Italia, da autori stranieri, Firenze, Sansoni Antiquariato, 1951.
- Bibliografia delle opere di Giuseppe Giusti, 2 voll., Firenze, G. C. Sansoni, 1951-52.
- Bibliografia delle opere di Silvio Pellico, Firenze, Sansoni Antiquariato, 1952.
- Libri e autografi: serie prima: Balbo, Battisti, Beccaria, Betteloni, Bracco, Foscolo, Leopardi, Firenze, G. C. Sansoni, 1952.
- Notizie della «Biblioteca Bibliografica Italica», Firenze, Sansoni Antiquariato, 1952.
- Il più celebre dei medici condotti: Leonzio Sartori, Firenze, Sansoni antiquariato, 1953.
- Rarità bibliografiche dell'Ottocento. Materiali e pretesti per una storia della tipografia italiana nel secolo decimonono, 8 voll., Firenze, Sansoni antiquariato, 1953-64.
- Bibliografia di edizioni e opere incompiute, Firenze, Sansoni Antiquariato, 1954.
- Un buon affare del Manzoni, Firenze, Sansoni Antiquariato, 1954.
- Ottocento: questo sconosciuto. Inediti e aneddoti, Firenze, G. C. Sansoni, 1954 («Trilogia ottocentesca», 1).
- Lettera inedita di Alessandro Manzoni a Giovanna Luti Feroci (10 aprile 1843), Firenze, Tip. già G. Civelli, 1955 (Per le nozze di Sandro Ricottini con Cecilia Marsili Libelli nob. del Collecchio).
- Manzoni, Firenze e la risciacquatura, Sarzana, Carpena, 1955.
- G. C. Sansoni editore in Firenze, Firenze, Luciano Landi, 1956.
- Penna rossa, inchiostro verde, Firenze, G. C. Sansoni, 1956 («Trilogia ottocentesca», 2).
- De «La Cicceide legitima» di Giovan Francesco Lazzarelli: scheda, Firenze, Sansoni Antiquariato, 1957.
- Il pranzo di Natale, Firenze, Biblioteca Gastronomica Sabatiniana, 1957.
- Aggiunte al «Dizionario bio-bibliografico dei bibliotecari e bibliofili italiani» di Carlo Frati, 3 voll., Firenze, Sansoni Antiquariato, 1957-60.
- Carducci editore, Roma, Gismondi, 1958.
- Manzoni e la risciacquatura in acqua d'Arno, Firenze, G. C. Sansoni, s.d.
- Manzoni e Napoli, Sarzana, Carpena, 1958.
- Trinciante, chi era costui?, Firenze, Biblioteca Gastronomica Sabatiniana, 1958.
- Una stamperia toscana, Sancasciano Val di Pesa, Officine grafiche fratelli Stianti, 1959.
- Bacco vagabondo, Firenze, Biblioteca Gastronomica Sabatiniana, 1959.
- Stomaci robusti, Firenze, Biblioteca Gastronomica Sabatiniana, 1960.
- Ancora Ottocento sconosciuto o quasi, Firenze, G.C. Sansoni, 1961 («Trilogia ottocentesca», 3).
- Una lettera di Pierantonio Serassi a don Gaetano Volpi, Roma, Fratelli Palombi, 1961.
- Conciliante saggezza della Scuola salernitana, Firenze, Biblioteca Gastronomica Sabatiniana, 1961.
- Meglio il vino dell'acqua piovana, Firenze, Biblioteca Gastronomica Sabatiniana, 1962.
- Cultura, poesia e avanzi di cucina, Firenze, Biblioteca Gastronomica Sabatiniana, 1963.
- Trent'anni di microfono: saggi, ricordi e impressioni, Milano, Casa editrice Ceschina, 1963.
- Immagini manzoniane. Immagini della vita e dei tempi di Alessandro Manzoni raccolte e illustrate, Firenze, G. C. Sansoni, 1973.